# Vi Masthuggspojkar
Vi Masthuggspojkar är en svensk komedifilm från 1940 i regi av Nils Jerring.

## Handling
Karl och Ada är förlovade, Gustaf är sjöman och kär i Elsa. Han är redo att gå i land på grund av henne. Men det uppstår lite fnurror på tråden och så avslöjar de dessutom en bedragare i bekantskapskretsen.  

## Om filmen
Filmen premiärvisades 23 september 1940 på biograferna Kaparen och  Victoria i Göteborg. Filmfotograf var Martin Bodin.

## Rollista i urval
- Åke Söderblom - Karl Svensson
- Emy Hagman - Ada Pettersson
- Lasse Dahlquist - Gustaf
- Gaby Stenberg - Elsa Frisk
- Ludde Gentzel - Ludde
- Benkt-Åke Benktsson - Viktor

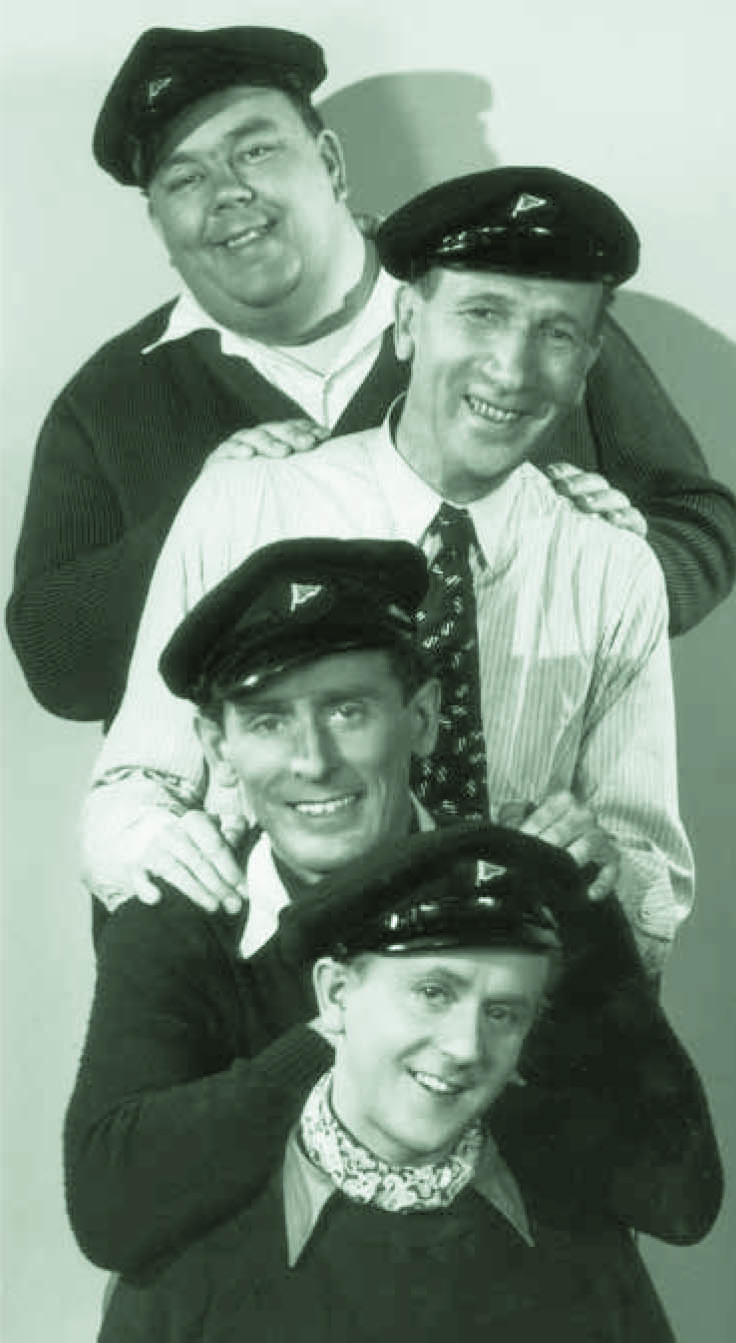
Benkt-Åke Benktsson (Viktor), Ludde Gentzel (Ludde), Lasse Dahlquist (Gustaf) och Åke Söderblom (Karl Svensson).

- Bror Bügler - Smith, direktör för AB Orientmattor
- Georg Årlin - Pelle Norman
- Ulla Andreasson - Peggy, Elsas brorsdotter
- John Botvid - boråsaren i fotbollspubliken
- Wiktor Andersson - fotbollsentusiast